# Vladimir Arsenijević
Vladimir Arsenijević (Pola, 29 aprile 1965) è uno scrittore e traduttore serbo.

## Biografia e carriera letteraria
In gioventù ha militato nella scena punk di Belgrado e ha vissuto a Londra fra il 1985 e il 1989.. 
Ha esordito nel 1994 con il romanzo Sottocoperta (У потпалубљу), ambientato sullo sfondo della Battaglia di Vukovar, successo internazionale e vincitore del Premio NIN nel gennaio 1995, nonché primo volume della tetralogia Клоака Максима (Cloaca Maxima) insieme ad Анђела (Angela, 1997), Ка граници (Verso il confine, 2018) e Духови (2023).
La sua carriera autoriale è stata interrotta dalla Guerra del Kosovo e dai bombardamenti NATO sulla FR Jugoslavia nel 1999; su intervento del Parlement international des écrivains si è rifugiato a Città del Messico, dove ha vissuto fino al settembre 2000. Frutto di quest'esperienza è Мексико ратни дневник (Messico, diario di guerra).
Tornato in patria, ha ripreso l'attività autoriale: del 2009 è Predator (Предатор), opera a cavallo fra romanzo e racconto che adotta il punto di vista di una dozzina di differenti personaggi, tutti espatriati.
Parallelamente alla scrittura, è traduttore dall'inglese ed editor per la casa editrice croata VBZ e per l'editore di audiolibri Reflektor. Insieme ad Ana Pejović, dirige dal 2009 il festival letterario KROKODIL (Knjževno Regionalno Okupljanje Koje Otklanja Dosadu I Letargiju, letteralmente: Incontro regionale letterario che allevia la noia e la letargia)
Nel 2017 è stato fra i promotori della Dichiarazione sulla lingua comune dei Croati, Serbi, Bosgnacchi e Montenegrini.

## Opere tradotte in italiano
- Sottocoperta, Mondadori, Milano, 1996 - ISBN 9788804422068  (У потпалубљу, 1994).
- Predator, Nikita, Firenze, 2012 - ISBN 9788895812298 (Предатор, 2009 - traduzione di M. Grabovic e S. Trzan).